# Aleksandr Koelkov
Aleksandr Sergejevitsj Koelkov (Russisch: Александр Сергеевич Кульков) (Moskou, 13 juli 1943) is een voormalig basketbalspeler die uitkwam voor het basketbalteam van de Sovjet-Unie. Hij had de rang van Luitenant-kolonel in het Russische Leger.

## Carrière
Koelkov was een één meter drieëntachtig lange Point-guard. Koelkov begon in 1961 bij Boerevestnik Moskou. In 1962 ging hij naar CSKA Moskou. Koelkov werd met CSKA acht keer landskampioen van de Sovjet-Unie in 1964, 1965, 1966, 1969, 1970, 1971, 1972 en 1973 en won ook twee keer de USSR Cup in 1972 en 1973. Ook won Koelkov drie keer de EuroLeague in 1963, 1969 en 1971. In 1973 ging hij naar SKA Riga. In 1963 werd hij landskampioen van de Sovjet-Unie met de RSFSR Moskou. Koelkov won een gouden medaille op het Europees kampioenschap in 1969. Hij kreeg de onderscheiding Meester in de sport van de Sovjet-Unie in 1969 en Geëerde Coach van Rusland.
Koelkov was van 1976 tot 1978 hoofdcoach van het vrouwen team van CSKA Moskou. Hij won de USSR Cup in 1978. In 1978 werd hij coach van de Groep van Sovjetstrijdkrachten in Hongarije, YUGV. In 1982 ging Koelkov als assistent-coach aan de gang bij het vrouwen team van CSKA Moskou. In 1985 wonnen ze de European Cup Liliana Ronchetti.

## Erelijst
- Landskampioen Sovjet-Unie: 9
  - Winnaar: 1963, 1964, 1965, 1966, 1969, 1970, 1971, 1972, 1973
  - Derde: 1968
- Bekerwinnaar Sovjet-Unie: 2
  - Winnaar: 1972, 1973
- EuroLeague: 3
  - Winnaar: 1963, 1969, 1971
- Europees Kampioenschap: 1
  - Goud: 1969